# Pteris novae-caledoniae
Pteris novae-caledoniae är en kantbräkenväxtart som beskrevs av William Jackson Hooker. Pteris novae-caledoniae ingår i släktet Pteris och familjen Pteridaceae. Inga underarter finns listade.